# Bad Dürrheim
Bad Dürrheim è un comune tedesco di 12.868 abitanti, situato nel land del Baden-Württemberg.

## Amministrazione

### Gemellaggi
- Spotorno